# Lepisanthes senegalensis
Espèce
Classification APG III (2009)
Lepisanthes senegalensis est une espèce de plantes arborescentes dicotylédones de la famille des Sapindaceae.
Comme son nom spécifique peut le laisser présager, cette espèce est originaire d'Afrique : Érythrée, Éthiopie, Somalie, Soudan, Kenya, Tanzanie, Ouganda, Cameroun, République centrafricaine, Gabon, République démocratique du Congo, Bénin, Côte d'Ivoire, Gambie, Ghana, Guinée, Guinée-Bissau, Nigeria, Sénégal, Togo, Angola, Mozambique et Madagascar.
Mais elle provient également d'Asie tropicale : Bangladesh, Bhoutan, Inde, Népal, Sri Lanka, Cambodge, Laos, Birmanie, Thaïlande, Viêt Nam, Indonésie, Malaisie, Papouasie-Nouvelle-Guinée et Philippines
Ce sont des arbres ou des arbustes qui dépassent rarement les 6 mètres de haut.

## Synonymes
- Sapindus senegalensis Juss. ex Poir.
- Aphania senegalensis (Juss. ex Poir.) Radlk.
- Scytalia rubra Roxb.
- Aphania rubra (Roxb.) Radlk.
- Sapindus ruber (Roxb.) Kurz